# Svenska Frisksportförbundet
Svenska Frisksportförbundet (SFF) är en nykterhetsorganisation och hälsoorganisation grundad år 1935 under namnet Frisksportförbundet (FF) genom en sammanslagning av Frisksportförbundet Järnringen, Frisksportförbundet Silverringen samt Förbundet För Fysisk Fostran (FFF) med inriktning på att förändra samhället genom att erbjuda alternativ till alkoholkulturen i form av frisksportsaktiviteter.

## Historia

### 1920-talet – Den svenska frisksportens tidiga historia
Ordet frisksport är belagt sedan år 1924, då de det nämndes i tidningen Swing. Förebilden för denna svenska frisksport kom då från USA, Tyskland, Sovjetunionen och England där liknande aktiviteter och begrepp redan var etablerade. Denna inspiration kom då från den amerikanska boxnings- och kroppsbyggarscenen, tysklands Wandervogelrörelse som betonade det enkla i livets värden och sågs som motrörelse till industrialiseringen, den sovjetiska fizkulturarörelsen vilken strävade efter att motarbeta borgerliga tävlingsideal samt den engelska friluftsrörelsen som scoutrörelsen är en del av.
I den svenska frisksportens tidiga år under 1920-talet var det dock främst muskel- kroppsbyggandet som stod i fokus. Den första svenska frisksportsorganisationen bildades år 1928 och hette Svenska Frisk- och Kraftsportförbundet. Inom den organisationen fick, vid sidan om muskel- kroppsbyggandet, frigymnastiken en inte obetydlig roll. Organisationen upphörde dock redan året därpå.

### 1930-talet – Flertalet frisksportförbund bildas
Efter Svenska Frisk- och Kraftsportförbundets begränsade framgångar bildades Frisksportförbundet Järnringen år 1931. Järnringen var enbart till för manliga medlemmar, varför systerorganisation Frisksportförbundet Silverringen bildades år 1934 för att även kvinnor skulle kunna vara medlemmar i ett frisksportförbund. I januari 1935 bildar Allan Hagberg, ägare av tidningen Swing, ytterligare ett frisksportförbund, kallat Förbundet För Fysisk Fostran. Kort därpå, den 23-24 november samma år, gick de tre frisksportförbunden ihop och bildade ett nytt förbund med namnet Frisksportförbundet.
Två tidigare medarbetare vid tidningen Swing, Agne Windmark och Edvin Ahlqvist, startade år 1932 tidningen Frisksport, vars första nummer kom ut den 23 augusti samma år. Tidningen fungerade bland annat som organ för såväl Järnringens som Silverringens medlemmar de första åren. Genom sammanslagningen av de frisksportförbunden 1935 kom dock tidningen Swing och tidningen Frisksport att även de slås ihop året därpå, efter sammanslagningen kallades tidningen Frisksport med Swing.
Under 1935 introducerades Are Waerland för den svenska frisksportrörelsen genom att han blev skribent för tidningen Frisksport. Waerland var känd för att han förespråkade en laktovegetarisk kosthållning, fysisk träning och friluftsliv som nyckeln till ett gott leverne. Hans tankar på detta område skulle komma att influera den frisksportrörelsen för all framtid, samtidigt som han kom att bli en kontroversiell figur i frisksportrörelsen, inte minst sedan hans inställning till Tysklands utveckling kom att ifrågasättas från vissa håll. Han ska dock enligt de som stod honom nära närmast ha hatat Hitlertyskland. Frisksportförbundet kom sedermera även att överge Frisksport med Swing som sitt organ, och startade istället under 1938 tidningen Sport och Kultur, vilken kom att bli Frisksportförbundets första helt egna tidning. Allt detta medförde att Waerland så småning om under 1938 tog initiativet till ett nytt frisksportförbund kallat Allnordisk Frisksport (AF), något han själv dock hävdade inte var för att konkurrera med Frisksportförbundet.

### 1940-talet – Svenska Frisksportförbundet och Stensunds gård
Waerland beslutade sig efter att det trots allt uppstått dispyter mellan de båda förbunden att lämna frisksportsrörelsen 1941. Han kom sedermera att bilda den organisation som idag kallas för Riksförbundet Hälsofrämjandet. Efter att Waerland lämnat frisksportrörelsen slogs de båda friskportförbunden den 22 juni 1941 samman och bildade genom det Svenska Frisksportförbundet. Som gemensam loggotyp valde man torshammaren, en symbol med rötter i Järnringen och som används av Svenska Frisksportförbundet än idag. I samband med detta kom även tidningen Frisksport att gå samman med tidningen Sport och Kultur och blev genom det tidningen Frisksport och Friluftsliv.
Andra världskriget påverkade även frisksportrörelsen då många medlemmar var inkallade och de ekonomiska resurserna skralare. Detta till trots hölls verksamheten levande med riksläger och annat. Medlemmarna gjorde även insatser för försvaret och försörjningen så som att hjälpa till i skördeberedskapen och vid skuggshuggarläger bland annat nära Borgvattnet i Jämtland. Under krigsåren engagerade sig medlemmarna även för ungdomsberedskapen, bland annat genom budkavlar.
Den kanske i särklass största händelsen för frisksportsrörelsen under 1940-talet var då Svenska Frisksportförbundet den 10 april 1945 förvärvade Stensund gård jämte 75 tunnland mark vid kusten utanför Trosa. Redan året dessförinnan hade frisksportarna, då man fortfarande sökte efter en lämplig plats att inrätta en frisksportgård bildat Stiftelsen Frisksportgården, vars ledamöter valdes av Svenska Frisksportsförbundets förbundsmöte. Stensund införskaffades för att hållas som frisksportsgård och ledarskola på initiativ av bland andra Sten Schröder, och det var genom bland andra dennas kontakter med direktören och frisksportaren Conrad Åhlberg som Svenska Frisksportförbundet kunde köpa Stensund. Samma år som Stensund införskaffade kunde Svenska Frisksportförbundet även hålla riksläger där. Stensund har sedan dess varit frisksportarnas plats på jorden. Redan 1946 bedrev frisksportarna en omfattande verksamhet vid Stensund. Friksportarna hade då anlagt ett båtbyggeri och drev en handelsträdgård om sju tunnland. Ekonomiskt var det dock svårt för Svenska Frisksportförbundet att få denna frisksportgård på Stensund att gå runt, varför man redan 1952 sålde av jordbruksverksamhet tillbaka till Åhlberg.
Till det att Svenska Gymnastikförbundet sommaren 1949 anordnade en världssportsutställning i Stockholm färdigställde Schröder tillsammans med andra frisksportare en kopia av Gokstadskeppet i Oslo från vikingatiden. Replikan kom att få namnet Ormen Friske och med det deltog frisksportarna vid gymnastikförbundets världssportsutställning. Året därpå skulle skeppet delta vid utställning i Rottendam och seglades av Schröder och fjorton besättningsmedlemmar dit i början av sommaren. Dessvärre förliste skeppet utanför ön Pellwurm i Nordsjön och samtliga femton besättningsmedlemmar förolyckades. På Stensund restes efter detta en minnessten över besättningen, den står kvar än idag. I och med förlisningen fick frisksportsrörelsen utstå en hel del kritik i bland annat media, detta trots att Ormen Friske i formell mening inte var en av Svenska Frisksportförbundets verksamheter utan ett privat initiativ från bland andra Schröder.

### 1950-talet – Stensunds folkhögskola och alkoholfrågan
De ekonomiska förutsättningarna för att driva Stensund som enbart en frisksportsgård hade under 1940-talet visat sig knappa. Redan inför förvärvet av gården hade en tanke om att starta en folkhögskola där funnits. På grund av detta startades sedan Stensunds folkhögskola i oktober 1950. Till skolans första rektor utsågs Jan Ottosson. Den första terminen fanns på skolan inte mindre än 34 elever, och jämte rektorn hade fem lärare anställts.
Frågan om man skulle uppställa ett krav på nykterhet hos sina medlemmar var något som organisationen hade diskuterat i princip sedan bildandet. Redan mot slutet av 1930-talet hade flera av organisationens distrikt motionerat om ett krav på absolut nykterhet och avståndstagande från tobak. Även om många frisksportare var nykterister hade organisationen ännu när 1950-talet började fattat något beslut om krav på nykterhet. Vid förbundsmötet 1950 togs dock frågan upp nytt och stämman beslutade att införa ett krav på nykterhet. Den interna diskussion om man ska ha ett krav på nykterhet eller har dock fortsatt in i modern tid.
Under 1950-talet kom Svenska Frisksportförbundets ekonomiska situation att stärkas. Bland annat tack vare att man beviljades statsbidrag bland annat för att utbilda tonnåringar samt kunna hålla en anställd instruktör.

## Organisation
Svenska Frisksportförbundet är en nationell organisation som består av tre nivåer: Förbund, distrikt och klubb. Förbundet är den nationella nivån, distrikten den regionala  nivån och klubbarna den lokala nivån. Organisationen bestod per den 31 december 2017 av 4 166 medlemmar fördelade på sju stycken distrikt och 34 stycken klubbar. Svenska Frisksportförbundet är en av medlemsorganisationerna i studieförbundet NBV. År 2012 uppgick Frisksportens Veteranförbund (FVF) i Svenska Frisksportförbundet. År 2014 bildades Frisksportens Ungdomsförbund (FUF), som sedan dess tillsammans med Svenska Frisksportförbundet utgör Frisksportrörelsen. Svenska Frisksportförbundet och Frisksportens Ungdomsförbund har en gemensam tidning som heter Frisksport.

### Förbundsordförande för Svenska Frisksportförbundet[20]
- 2018-         – Mats Johansson[21]
- 2014-2018 – Kerstin Malm[22]
- 2012-2014 – Rasmus Gustafsson och Kerstin Lindström[23]
- 2010-2012 – Göran Bengtsson[24]
- 1985-2010  – ?
- 1982-1985 – Björn Karlsson
- 1972-1982 – Kjell E Johanson
- 1968-1972 – Per Dalenius
- 1968          – Natan Anderling
- 1962-1968 – Henry Torehall
- 1950-1962 – Per Dalenius
- 1944-1950 – Gunnar Hedfors
- 1941-1944 – Jan Ottosson

### Förbundsordförande för Frisksportförbundet[20]
- 1940-1941 – Elmer Turlock
- 1938-1940 – Axel Brandt
- 1935-1938 – Allan Hagberg

## Verksamhet
Svenska Frisksportförbundet bedriver en bredd av verksamheter inom områdena idrott, hälsa, kultur och miljö. Exempel på motions- och tävlingsidrotter som utövas inom ramen för förbundet är volleyboll, klättring, trampolin och gymnastik, paddling och cirkus. Svenska Frisksportförbundet arrangerar även årligen återkommande arrangemang tillsammans Frisksportens Ungdomsförbund. Varje midsommarhelg arrangeras ett traditionellt midsommarfirande på Frisksportrörelsens Stensund utanför Trosa i Södermanland till vilket såväl medlemmar som allmänheten bjuds in. Förbundet arrangerar även årligen en gemensam resa till fjällen, kallad Vinterveckan. Utöver det arrangerar organisationens klubbar och distrikt olika återkommande aktiviteter som forspaddling, cirkusskola för barn om sommaren med mera. 
Tillsammans med Frisksportens Ungdomsförbund har man även en omfattande kursverksamhet med åtminstone en kurshelg per termin samt en längre ledarskapsutbildning som arrangeras en vecka över nyår varje år. Den så kallade Nyårskurs äger av tradition rum på Stensund. Organisationen anordnar även flertalet mindre regelbundna verksamheter i form av träffar och temamöten varje år, inte sällan för Frisksportsrörelsens ungdomar.

### Riksläger
Svenska Frisksportförbundets riksläger är ett arrangemang som har funnits sedan 1934, då det första rikslägret arrangerades vid Flaten utanför Stockholm. Sedan år 2015 arrangeras det tillsammans med Frisksportens Ungdomsförbund. De olika distrikten turas om att arrangera rikslägren på olika platser runt om i Sverige vecka 28 varje år. Sedan år 1960 arrangeras dock alltid rikslägret vart femte år vid Frisksportrörelsens folkhögskola på Stensund utanför Trosa. Ett riksläger har under senare år i regel haft cirka 1 100 och 1 400 deltagare. På grund av coronaviruspandemin är år 2020 det första året sedan år 1934 som lägret inte har kunnat genomföras.
Rikslägrena är som resten av Frisksportrörelsens arrangemang fria från alkohol- tobak och andra droger. Lägret riktar sig till alla medlemmar inom frisksportsrörelsen, men välkomnar även icke-medlemmar. Under lägret arrangeras tävlingar, motionsidrott, lekar och kulturevenemang för deltagarna. 
| År:  | Plats:                      | Arrangör:                                                                                       |
| 2021 | Stensund (inställt)         | Sörmlands och Stockholms Frisksportdistrikt. Inställt på grund av Coronaviruspandemin 2019–2021 |
| 2020 | Stensund (inställt)         | Sörmlands och Stockholms Frisksportdistrikt. Inställt på grund av Coronaviruspandemin 2019–2021 |
| 2019 | Vadstena                    | Östergötlands Frisksportsdistrikt                                                               |
| 2018 | Karlsborg                   | Västergötlands Frisksportsdistrikt                                                              |
| 2017 | Hestra                      | Smålands Frisksportsdistrikt                                                                    |
| 2016 | Sätila                      | Göteborgs Frisksportsdistrikt                                                                   |
| 2015 | Stensund                    | Sörmlands och Stockholms Frisksportdistrikt                                                     |
| 2014 | Gnosjö                      | Smålands Frisksportsdistrikt                                                                    |
| 2013 | Hallsberg                   | Östergötlands och Örebros Frisksportsdistrikt                                                   |
| 2012 | Vara                        | Västergötlands Frisksportsdistrikt                                                              |
| 2011 | Forsheda                    | Svenska Frisksportförbundet/Smålands Frisksportsdistrikt                                        |
| 2010 | Stensund                    | Sörmlands och Stockholms Frisksportdistrikt                                                     |
| 2009 | Sätila                      | Göteborgs Frisksportdistrikt                                                                    |
| 2008 | Hestra                      | Smålands Frisksportdistrikt                                                                     |
| 2007 | Motala                      | Östergötlands Frisksportdistrikt                                                                |
| 2006 | Karlsborg                   | Västergötlands Frisksportdistrikt                                                               |
| 2005 | Stensund                    | Sörmlands och Stockholms Frisksportdistrikt                                                     |
| 2004 | Örkeljunga                  | Skånes Frisksportdistrikt                                                                       |
| 2003 | Långshyttan                 | Svenska Frisksportförbundet/Falu Frisksportsklubb                                               |
| 2002 | Gnosjö                      | Smålands Frisksportdistrikt                                                                     |
| 2001 | Öckerö                      | Göteborgs Frisksportdistrikt                                                                    |
| 2000 | Stensund                    | Sörmlands och Stockholms Frisksportdistrikt                                                     |
| 1999 | Motala                      | Östergötlands Frisksportdistrikt                                                                |
| 1998 | Hjo                         | Västergötlands Frisksportdistrikt                                                               |
| 1997 | Herrevads kloster           | Skånes Frisksportdistrikt                                                                       |
| 1996 | Nora                        | Örebro Frisksportdistrikt                                                                       |
| 1995 | Stensund                    | Sörmlands och Stockholms Frisksportdistrikt                                                     |
| 1994 | Sävsjö                      | Smålands Frisksportdistrikt                                                                     |
| 1993 | Tjolöholm                   | Göteborgs Frisksportdistrikt                                                                    |
| 1992 | Söderköping                 | Östergötlands Frisksportdistrikt                                                                |
| 1991 | Vålådalen                   | Svenska Frisksportförbundet                                                                     |
| 1990 | Stensund                    | Sörmlands och Stockholms Frisksportdistrikt                                                     |
| 1989 | Nossebro                    | Västergötlands Frisksportdistrikt                                                               |
| 1988 | Ängelholm                   | Skånes Frisksportdistrikt                                                                       |
| 1987 | Sävsjö                      | Smålands Frisksportdistrikt                                                                     |
| 1986 | Hästhagen                   | Örebro Frisksportdistrikt                                                                       |
| 1985 | Stensund                    | Sörmlands och Stockholms Frisksportdistrikt                                                     |
| 1984 | Svärdsjö                    | Svenska Frisksportförbundet                                                                     |
| 1983 | Himmelstalund               | Östergötlands Frisksportdistrikt                                                                |
| 1982 | Ellös                       | Göteborgs Frisksportdistrikt                                                                    |
| 1981 | Axevalla                    | Västergötlands Frisksportdistrikt                                                               |
| 1980 | Stensund                    | Sörmlands och Stockholms Frisksportdistrikt                                                     |
| 1979 | Brunflo                     | Svenska Frisksportförbundet                                                                     |
| 1978 | Frostavallen                | Skånes Frisksportdistrikt                                                                       |
| 1977 | Hestra                      | Smålands Frisksportdistrikt                                                                     |
| 1976 | Kilsbergen                  | Örebro läns Frisksportdistrikt                                                                  |
| 1975 | Stensund                    | Sörmlands och Stockholms Frisksportdistrikt                                                     |
| 1974 | Råssnäs                     | Östergötlands Frisksportdistrikt                                                                |
| 1973 | Sätila                      | Göteborgs Frisksportdistrikt                                                                    |
| 1972 | Gräsmark                    | Värmlands Frisksportdistrikt                                                                    |
| 1971 | Billingen, Skövde kommun    | Västergötlands Frisksportdistrikt                                                               |
| 1970 | Stensund                    | Sörmlands och Stockholms Frisksportdistrikt                                                     |
| 1969 | Hällevik                    | Skånes Frisksportdistrikt                                                                       |
| 1968 | Alfta                       |                                                                                                 |
| 1967 | Norrahammar                 | Smålands Frisksportdistrikt                                                                     |
| 1966 | Sörsjön, Norrköpings kommun | Östergötlands Frisksportdistrikt                                                                |
| 1965 | Stensund                    | Sörmlands och Stockholms Frisksportdistrikt                                                     |
| 1964 | Dyrsten, Orust              | Göteborgs Frisksportdistrikt                                                                    |
| 1963 | Ransäter                    | Värmlands Frisksportdistrikt                                                                    |
| 1962 | Brandstorp                  |                                                                                                 |
| 1961 | Skanör                      | Skånes Frisksportdistrikt                                                                       |
| 1960 | Stensund                    | Sörmlands och Stockholms Frisksportdistrikt                                                     |
| 1959 | Bollnäs                     |                                                                                                 |
| 1958 | Örserumsbrunn               |                                                                                                 |
| 1957 | Uskavi                      |                                                                                                 |
| 1956 | Råssnäs                     | Östergötlands Frisksportdistrikt                                                                |
| 1955 | Amundö                      |                                                                                                 |
| 1954 | Näsåker                     |                                                                                                 |
| 1953 | Simlångsdalen               |                                                                                                 |
| 1952 | Ihre, Gotland               |                                                                                                 |
| 1951 | Fagernäs, Bollnäs kommun    |                                                                                                 |
| 1950 | Stensund                    |                                                                                                 |
| 1949 | Mullsjö                     |                                                                                                 |
| 1948 | Sandviken vid Frösön        |                                                                                                 |
| 1947 | Himmelstorp                 |                                                                                                 |
| 1946 | Stensund                    |                                                                                                 |
| 1945 | Stensund                    |                                                                                                 |
| 1944 | Glatjärn, Smedjebacken      |                                                                                                 |
| 1943 | Ingesund                    |                                                                                                 |
| 1942 | Mörtsjöåsen, Karlskrona     |                                                                                                 |
| 1941 | Skrubba sand, Stockholm     |                                                                                                 |
| 1940 | Kaanan, Stockholm           |                                                                                                 |
| 1939 | Lindalen,Göteborg           |                                                                                                 |
| 1938 | Norrköping                  |                                                                                                 |
| 1937 | Domsand, Jönköping          |                                                                                                 |
| 1936 | Örebro                      |                                                                                                 |
| 1935 | Lindalen, Göteborg          |                                                                                                 |
| 1934 | Flaten, Stockholm           |                                                                                                 |

### Fotnoter
1. 1 2 3 4  ”Frisksport - Vår historia - Svenska Frisksportförbundet”. www.frisksport.se. Arkiverad från originalet den 22 september 2020. https://web.archive.org/web/20200922082458/http://frisksport.se/sa-boerjade-det.html. Läst 21 november 2019.
2. ↑  Johanson & Lindgren. sid. 14-16
3. ↑  Johanson & Lindgren. sid. 16
4. 1 2  ”Frisksport - Vår historia - Svenska Frisksportförbundet”. www.frisksport.se. Arkiverad från originalet den 22 september 2020. https://web.archive.org/web/20200922082458/http://frisksport.se/sa-boerjade-det.html. Läst 21 november 2019.
5. 1 2  Johanson & Lindgren. sid. 22
6. ↑  Johanson & Lindgren. sid. 32
7. ↑  Johanson & Lindgren. sid. 37
8. ↑  Johanson & Lindgren. sid. 38-41
9. ↑  Johanson & Lindgren. sid. 46
10. ↑  Johanson & Lindgren. sid. 52
11. ↑  Johanson & Lindgren. sid. 64-75
12. ↑  Johanson & Lindgren. sid. 82-85
13. ↑  Johanson & Lindgren. sid. 101-104
14. ↑  Johanson & Lindgren. sid. 119-120
15. ↑  Johanson & Lindgren. sid. 121-126
16. ↑  Johanson & Lindgren. sid. 127-129
17. ↑  ”Svenska Frisksportförbundets verksamhetsberättelse 2016–2017”. Svenska Frisksportsförbundet. http://www.frisksport.se/tl_files/Frisksportfoerbundet/PDF-arkiv/Styrdokument/2018/Svenska%20Frisksportfoerbundets%20verksamhetsberaettelse%202016-2017.pdf. Läst 21 november 2019.[död länk]
18. ↑  ”Delning av Svenska Frisksportförbundet? - Svenska Frisksportförbundet”. www.frisksport.se. Arkiverad från originalet den 22 juni 2020. https://web.archive.org/web/20200622153002/http://www.frisksport.se/visar-nyhet/items/delning-av-svenska-frisksportfoerbundet-732.html. Läst 20 juni 2020.
19. ↑  ”Frisksport - Om Frisksportens ungdomsförbund - Svenska Frisksportförbundet”. www.frisksport.se. Arkiverad från originalet den 9 oktober 2015. https://web.archive.org/web/20151009125346/http://www.frisksport.se/om-fuf.html. Läst 1 oktober 2016.
20. 1 2  Johanson & Lindgren. sid. 190
21. ↑  ”Förbundsmöten i Karlsborg - Svenska Frisksportförbundet”. www.frisksport.se. http://www.frisksport.se/visar-nyhet/items/forbundsmoten.html. Läst 21 november 2019.[död länk]
22. ↑  ”Förbundsmöte och nytt ungdomsförbund - Svenska Frisksportförbundet”. www.frisksport.se. http://www.frisksport.se/visar-nyhet/items/rapport-fran-foerbundsmoetet.html. Läst 21 november 2019.[död länk]
23. ↑  ”Förbundsmöte gav två nya förbundsordförande - Svenska Frisksportförbundet”. www.frisksport.se. Arkiverad från originalet den 21 juni 2020. https://web.archive.org/web/20200621082840/http://www.frisksport.se/visar-nyhet/items/foerbundsmoete-gav-tva-nya-ordfoerande.html. Läst 21 november 2019.
24. ↑  ”Rapport från förbundsmöte 2010 - Svenska Frisksportförbundet”. www.frisksport.se. http://www.frisksport.se/visar-nyhet/items/rapport-fran-foerbundsmoete-2010-130.html. Läst 21 november 2019.[död länk]
25. ↑  ”Aktiviteter - Aktiviteter inom frisksportrörelsen - Svenska Frisksportförbundet”. www.frisksport.se. Arkiverad från originalet den 18 december 2019. https://web.archive.org/web/20191218171123/http://www.frisksport.se/aktiviteter.48.html. Läst 21 november 2019.
26. ↑  ”Aktiviteter, arrangemang - Midsommar på Stensund - Svenska Frisksportförbundet”. www.frisksport.se. Arkiverad från originalet den 14 augusti 2020. https://web.archive.org/web/20200814084622/http://frisksport.se/midsommar.html. Läst 21 november 2019.
27. ↑  ”Aktiviteter, arrangemang - Fjällveckan - Svenska Frisksportförbundet”. www.frisksport.se. Arkiverad från originalet den 14 april 2021. https://web.archive.org/web/20210414223511/http://www.frisksport.se/fjaellveckan.html. Läst 21 november 2019.
28. ↑  ”Utbildning - Svenska Frisksportförbundet”. www.frisksport.se. http://www.frisksport.se/utbildning.html. Läst 21 november 2019.[död länk]
29. ↑  Johanson & Lindgren. sid. 191 f
30. 1 2  ”Vad är ett riksläger? - Sätila 2016 - Frisksportarnas riksläger”. www.frisksport.se. Arkiverad från originalet den 8 augusti 2020. https://web.archive.org/web/20200808230913/http://frisksport.se/satila2016/vad-ar-rikslager.html. Läst 21 november 2019.
31. 1 2  ”Rikslägret på Stensund flyttat till 2021”. www.frisksport.se. Arkiverad från originalet den 22 juni 2020. https://web.archive.org/web/20200622054733/http://www.frisksport.se/visar-nyhet/items/rikslaegret-pa-stensund-flyttat-till-2021.html. Läst 20 juni 2020.
32. ↑  ”Tidigare riksläger - Svenska Frisksportförbundet”. www.frisksport.se. Arkiverad från originalet den 19 december 2019. https://web.archive.org/web/20191219064152/http://www.frisksport.se/tidigare-rikslaeger.html. Läst 21 november 2019.
33. ↑  ”Sommarens bästa onlineläger” (på svenska). Tidningen Frisksport (Frisksportrörelsen) (2:2021):  sid. 10-11. 2021-06. Arkiverad från originalet den 28 juni 2021. https://web.archive.org/web/20210628203541/https://en.calameo.com/read/00501212674b2f5763809. Läst 28 juni 2021.
34. ↑  ”Kalender” (på svenska). Tidningen Frisksport (Frisksportrörelsen) (2:2021):  sid. 23. 2021-06. Arkiverad från originalet den 28 juni 2021. https://web.archive.org/web/20210628203541/https://en.calameo.com/read/00501212674b2f5763809. Läst 28 juni 2021.